# Lingua osca
L'osco era una lingua indoeuropea (appartenente alla famiglia osco-umbra) in uso presso gli Osci, nome con cui si intendeva un insieme alquanto eterogeneo di popoli italici. L'area di diffusione della lingua osca comprendeva, in epoca preromana, una larga parte dell'Italia meridionale.

## Storia
Era parlato nel Sannio, nella Campania antica, nella Lucania, nell'Apulia e nel Bruzio, anticamente almeno fin nelle Serre calabresi (un'iscrizione locale in osco arcaico risale infatti al VI secolo a.C.). In lingua osca erano anche le legende delle monete locali reperite nelle città dell'antica Apulia (III secolo a.C.) benché soltanto nel nord della regione le legende fossero esclusivamente in lingua osca, mentre più a sud prevalevano le legende trilingui (in osco, greco e messapico). La lingua arrivò anche in Sicilia, a Messana. Le iscrizioni più importanti risalgono però al II secolo a.C. e provengono dal Sannio (la Tavola Osca) dalla Campania (il Cippus Abellanus) e dall'area apulo-lucana (la Tabula Bantina).
L'osco era scritto in alfabeto latino, alfabeto greco, così come in una serie di varietà degli antichi alfabeti italici.
Esisteva anche una forma di alfabeto osco, adattamento dell'alfabeto etrusco.

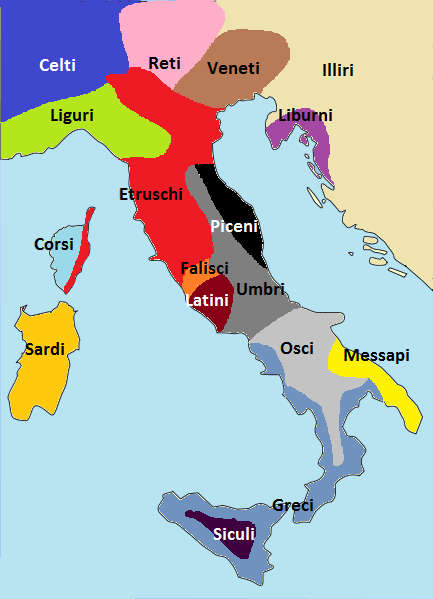
Distribuzione dei popoli italici intorno al V secolo a.C.; in grigio chiaro l'area di diffusione della lingua osca.

I dialetti oschi comprendono le varietà dei Sabini, Sanniti, Peligni, Vestini, Marrucini, Frentani, Marsi, Lucani, Apuli e Bruzi.
L'osco mostrava molti aspetti in comune con il latino, benché vi fossero anche vistose differenze e molti gruppi di parole comuni in latino erano assenti e rappresentati da forme interamente differenti. Per esempio, il verbo latino volo, vis, volui, velle, e altre forme simili provenienti dalla radice del proto-indoeuropeo *wel- ('volere') erano rappresentati da parole derivate da *gher- ('desiderare'):  l'osco herest ('desidererà, vorrà') in contrasto con il latino vult. Il latino locus (luogo, posto) era assente e rappresentato forse da slaagid, hapax presente nel Cippus Abellanus variamente etimologizzato e recentemente ricondotto a un toponimo sovrapponibile all'antica forma osca.
La fonologia osca ha anche evidenziato differenze dal latino: in osco 'p' al posto del 'qu' latino (osco pis, latino quis); 'b' al posto della 'v' latina;  'f' mediale invece della 'b' e della 'd' (osco mefiai, latino mediae).
Considerato il più conservatore di tutte le lingue italiche conosciute, l'osco rivaleggia solo con il greco nel mantenere intatto il sistema ereditato di vocale + i dittonghi.
Permangono ancora iscrizioni in caratteri greci, etruschi e latini in Campania. Iscrizioni osche si possono ancora riconoscere su alcune facciate di case ed edifici di Pompei, dove in epoca romano-repubblicana veniva ancora parlato l'osco.
Una ricca collezione di iscrizioni osche è - di conseguenza - conservata nel museo archeologico nazionale di Napoli, nella sezione epigrafica.
Molte parole dialettali utilizzate nelle varie zone dell'Italia centro-meridionale presentano elementi di sostrato di derivazione osca.

## Scrittura
L'osco era scritto con l'alfabeto latino, quello greco e anche con un alfabeto proprio.
Di seguito l'alfabeto osco originale, con la sua traslitterazione:
| 𐌀 | 𐌁 | 𐌂 | 𐌃 | 𐌄 | 𐌅 | 𐌆 | 𐌇 | 𐌉 | 𐌊 | 𐌋 | 𐌌 | 𐌍 | 𐌐 | 𐌓 | 𐌔 | 𐌕 | 𐌖 | 𐌚 | 𐌝 | 𐌞 |
| a | b | g | d | e | v | z | h | i | k | l | m | n | p | r | s | t | u | f | í | ú |

La z è pronunciata [t͡s]. Le lettere ú e í sono derivate graficamente da u e i e non appaiono nei testi più antichi. La ú rappresenta il suono [o], e í è una [ẹ] chiusa. Vocali doppie sono usate per indicare suoni lunghi; l'eccezione è la i lunga che è scritta  ií.
A volte, come già visto, l'osco è scritto con gli alfabeti latino o greco.
Se è scritto in latino allora la z non rappresenta [t͡s] ma invece [z], che non è scritta differentemente da [s] nell'alfabeto osco.

Heta, assieme a una variante disegnata per l'uso tipografico moderno.

Se è usato l'alfabeto greco, esso è identico a quello normale, con l'aggiunta di heta per il suono corrispondente a h (ovvero [h] o [x]) e un'altra lettera per il suono indicato nell'alfabeto osco dalla v. Le lettere η e ω non indicano la quantità. A volte i gruppi ηι e ωϝ indicano i dittonghi /ei/ e /ou/ mentre  ει e oυ sono usati per indicare i monotonghi /í/ e /uu/ nell'alfabeto osco. Altre volte ει e oυ sono usati per indicare dittonghi, nel qual caso o indica il suono /uu/.

## Relazione tra osco e greco
Esisteva una significativa relazione tra la lingua osca e il greco nell'Italia meridionale in epoca preromana. Tale relazione è esplorata attraverso l'analisi della documentazione epigrafica in lingua osca e alfabeto greco restituita da siti e comunità della Lucania, del Bruzio e dalla Messana mamertina.
L'evidenza epigrafica testimonia la diffusa pluralità linguistica propria dei comparti regionali meridionali dell'Italia antica ed è in grado di restituire uno spaccato storico-politico e sociale della quotidianità formale e informale delle comunità, della loro composizione etnica e delle relazioni interne ed esterne dei rispettivi abitanti.
Vengono analizzate in dettaglio le diverse categorie di testi osco-greci, tra cui dediche alle divinità, defixiones, documenti giuridici, iscrizioni pubbliche e private. Ad esempio, nelle dediche votive emerge una struttura testuale in cui il teonimo, generalmente al genitivo, è isolato nella parte finale, un aspetto che potrebbe considerarsi un'innovazione osca meridionale rispetto ai formulari greci e oschi centro-settentrionali. Le defixiones osco-greche mostrano invece una notevole influenza delle pratiche defissorie greche, siceliote e italiote, sulla mentalità, il linguaggio e la prassi osca.
Nel complesso, emergono tracce di interazione linguistica tra greco e osco, il cui grado e qualità variano in base ai generi testuali, in prospettiva sincronica, diacronica e territoriale. Sono effettuate anche comparazioni con altre realtà pluri- o bilingui dell'Italia antica, come quella campano-sannitica, le comunità italiote e siceliote, evidenziando punti di contatto e divergenza nell'elaborazione dei rispettivi linguaggi epigrafici.

## Grammatica
La struttura morfologica dell'osco è quella tipica delle lingue indoeuropee e pertanto molto simile a quella latina. L'osco presenta sei casi (il caso vocativo non è attestato), due numeri e cinque declinazioni. La morfologia verbale è anch'essa simile a quella latina: tre modi, cinque tempi (il piuccheperfetto non è attestato), cinque modi verbali indefiniti, due diatesi e quattro coniugazioni..

### Sostantivi

#### Prima declinazione
La differenze tra osco e latino, nei riguardi della prima declinazione, sono: la desinenza -ad dell'ablativo singolare per il primo contro l'uscita in -ā del latino classico, ma in concordanza col latino arcaico (puellād); l'uscita in -as per il genitivo singolare, soppiantata nel latino classico da -ae, ma presente in forme più arcaicizzanti (pater familiās); la conservazione della s intervocalica nel genitivo plurale, anch'essa in comune col latino arcaico (puellāsom).
|            | singolare | plurale |
| Nominativo | -ú        | -as     |
| Genitivo   | -as       | -asúm   |
| Dativo     | -aí       | -aís    |
| Accusativo | -am       | -ass    |
| Ablativo   | -ad       | -aís    |
| Locativo   | -aí       | -aís    |

Applicata nel caso della parola víú "via".
|            | singolare | plurale |
| Nominativo | víú       | vías    |
| Genitivo   | vías      | víasúm  |
| Dativo     | víaí      | víaís   |
| Accusativo | víam      | víass   |
| Ablativo   | víad      | víaís   |
| Locativo   | víaí      | víaís   |

#### Seconda declinazione
Le principali differenze col latino sono: la caduta della desinenza -os latina nel nominativo singolare (-us per il latino classico) e l'uscita in -ús nel plurale contro quella in -oī del latino (-i nel latino classico); la desinenza -eís del genitivo sul calco della terza declinazione, contro l'uscita in -oī del latino arcaico; la desinenza -oī del latino arcaico è resa con -úí (da leggersi oi) per quanto riguarda il caso dativo;  il locativo ha la conservazione della desinenza -eí in opposizione ad -i o -oi latine; per i casi accusativo e ablativo valgono le stesse considerazioni della prima coniugazione.
- Sostantivi maschili e femminili.

|            | singolare | plurale |
| Nominativo | -         | -ús     |
| Genitivo   | -eís      | -úm     |
| Dativo     | -úí       | -úís    |
| Accusativo | -úm       | -úss    |
| Ablativo   | -úd       | -úís    |
| Locativo   | -eí       | -úís    |

- Sostantivi neutri.

|            | singolare | plurale |
| Nominativo | -úm       | -ú      |
| Genitivo   | -eís      | -úm     |
| Dativo     | -úí       | -úís    |
| Accusativo | -úm       | -ú      |
| Ablativo   | -úd       | -úís    |
| Locativo   | -eí       | -úís    |

Declinazione del sostantivo maschile húrz "tempio".
|            | singolare | plurale |
| Nominativo | húrz      | húrtús  |
| Genitivo   | húrteís   | húrtúm  |
| Dativo     | húrtúí    | húrtúís |
| Accusativo | húrtúm    | húrtúss |
| Ablativo   | húrtúd    | húrtúís |
| Locativo   | húrteí    | húrtúís |

Radice in -i.
- Sostantivi maschili e femminili.

|            | singolare | plurale |
| Nominativo | -         | -iús    |
| Genitivo   | -ieís     | -iúm    |
| Dativo     | -iúí      | -iúís   |
| Accusativo | -iúm      | -iúss   |
| Ablativo   | -iúd      | -iúís   |
| Locativo   | -ieí      | -iúís   |

- Sostantivi neutri.

|            | singolare | plurale |
| Nominativo | -im       | -iú     |
| Genitivo   | -ieís     | -iúm    |
| Dativo     | -iúí      | -iúís   |
| Accusativo | -im       | -iú     |
| Ablativo   | -iúd      | -iúís   |
| Locativo   | -ieí      | -iúís   |

#### Terza declinazione
Come nel latino anche nell'osco i sostantivi di tale declinazione si suddividono in gruppi: consonantico e vocalico. La più evidente singolarità è la desinenza in -uf del nominativo singolare nel tema consonantico nasale.
Tema vocalico in i.
- Sostantivi maschili e femminili.

|            | singolare | plurale     |
| Nominativo | -         | -is         |
| Genitivo   | -eís      | -íúm        |
| Dativo     | -eí       | -ífs / -íss |
| Accusativo | -úm       | ?           |
| Ablativo   | -íd       | -ífs / -íss |
| Locativo   | ?         | ?           |

Declinazione della parola aídil "edile".
|            | singolare | plurale  |
| Nominativo | aídil     | aídilis  |
| Genitivo   | aídileís  | aídilíúm |
| Dativo     | aídileí   | aídilífs |
| Accusativo | aídilíúm  | ?        |
| Ablativo   | aídilíd   | aídilífs |
| Locativo   | ?         | ?        |

Radice consonantica "muta".
- Sostantivi maschili e femminili.

|            | singolare | plurale |
| Nominativo | -s        | -s      |
| Genitivo   | -eís      | -úm     |
| Dativo     | -eí       | -ís     |
| Accusativo | -úm       | -s      |
| Ablativo   | -úd       | -ís     |
| Locativo   | ?         | ?       |

- Sostantivi neutri.

Non attestati.
Declinazione della parola meddíss "magistrato".
|            | singolare | plurale |
| Nominativo | meddíss   | meddíss |
| Genitivo   | medíikeís | medíkúm |
| Dativo     | medíkeí   | medíkís |
| Accusativo | medíkúm   | medíks  |
| Ablativo   | medíkúd   | medíkís |
| Locativo   | ?         | ?       |

Radice liquida.
|            | singolare | plurale |
| Nominativo | -r        | -r      |
| Genitivo   | -eís      | -úm     |
| Dativo     | -eí       | -ís     |
| Accusativo | -úm       | -rs     |
| Ablativo   | -úd       | -ís     |
| Locativo   | -?        | -?      |

Declinazione della parola patír "padre".
|            | singolare | plurale |
| Nominativo | patír     | patír   |
| Genitivo   | patereís  | paterúm |
| Dativo     | patereí   | paterís |
| Accusativo | paterúm   | paters  |
| Ablativo   | paterúd   | paterís |
| Locativo   | ?         | ?       |

Radice nasale.
|            | singolare | plurale |
| Nominativo | -uf       | -ns     |
| Genitivo   | -eís      | -úm     |
| Dativo     | -eí       | -ís     |
| Accusativo | -úm       | -?      |
| Ablativo   | -úd       | -íss    |
| Locativo   | -?        | -?      |

Declinazione del sostantivo femminile tríbarakkiuf "edificio".
|            | singolare      | plurale       |
| Nominativo | tríbarakkiuf   | tríbarakkins  |
| Genitivo   | tríbarakkineís | tríbarakkinúm |
| Dativo     | tríbarakkineí  | tríbarakkinís |
| Accusativo | tríbarakkinúm  | ?             |
| Ablativo   | tríbarakkinúd  | tríbarakkiís  |
| Locativo   | ?              | ?             |

#### Quarta declinazione
A causa del ridotto numero di sostantivi appartenenti a tale classe, la maggior parte delle desinenze sono sconosciute.
|            | singolare | plurale |
| Nominativo | -?        | -?      |
| Genitivo   | -ús       | -?      |
| Dativo     | -?        | -?      |
| Accusativo | -ím       | -?      |
| Ablativo   | -íd       | -?      |
| Locativo   | -?        | -?      |

#### Quinta declinazione
Della quinta declinazione si conosce solo la desinenza del nominativo singolare -es e del dativo singolare -í, come nel sostantivo Kerres "Cerere".

## Esempio di testo osco
Dal Cippo abellano, lato B:
ekkum[svaí píd herieset

trííbarak[avúm tereí púd

liímítú[m] pernúm [púís

herekleís fíísnú mefi[ú

íst, ehtrad feíhúss pú[s

herekleís fíísnam amfr

et, pert víam pússtíst

paí íp íst, pústin slagím

senateís suveís tangi

núd tríbarakavúm lí

kítud. íním íúk tríba

rakkiuf pam núvlanús

tríbarakattuset íúk trí

barakkiuf íním úíttiuf

abellanúm estud. avt

púst feíhúís pús físnam am

fret, eíseí tereí nep abel

lanús nep núvlanús pídum

tríbarakattíns. avt the

savrúm púd eseí tereí íst,

pún patensíns, múíníkad ta[n

ginúd patensíns, íním píd e[íseí

thesavreí púkkapíd ee[stit

a]íttíúm alttram alttr[ús

h]erríns. avt anter slagím

a]bellanam íním núvlanam

s]úllad víú uruvú íst . edú

e]ísaí víaí mefiaí teremen

n]iú staíet.